# SAC-Wanderskala

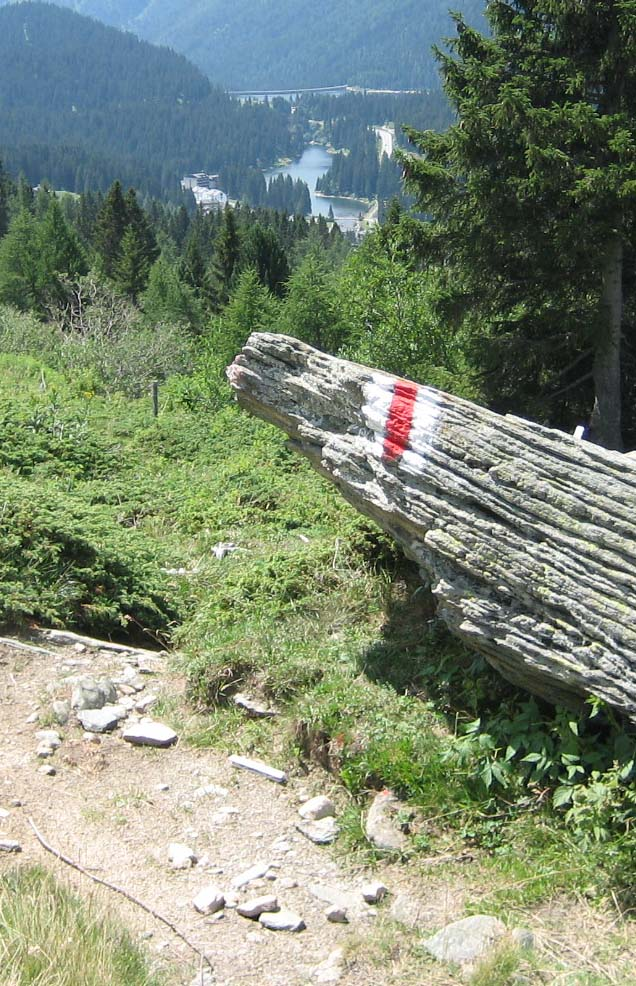
Bergwanderweg bei San Bernardino auf der Skala T2/T3

Die SAC-Wanderskala (SAC-Berg- und Alpinwanderskala) dient der Bewertung von Bergwanderwegen und wurde 2002 durch den Schweizer Alpen-Club (SAC) eingeführt. Sie ist in sechs verschiedene Grade eingeteilt: T1 (leichteste) bis T6 (schwierigste), wobei «T» für «Trekking» steht. Die neue Skala löste die bisher verwendete dreiteilige Wanderskala (B, EB, BG) ab. Die alte Skala war im Vergleich zu den übrigen Skalen (z. B.  SAC-Berg- und Hochtourenskala) zu grob und ungenau. Zudem verwirrte die Namensgebung («Berggänger» etc.).

## Aufbau der neuen Skala
| Grad                            | Weg/Gelände | SWW Markierung (falls)                                | Anforderungen | Definitionsbeispiele (SAC) | Beschriebene Beispiele (in Artikeln)          |
| ------------------------------- | --- | ----------------------------------------------------- | --- | --- | --------------------------------------------- |
| T1 Wandern                      | Weg gut gebahnt. Falls vorhanden, sind exponierte Stellen sehr gut gesichert. Absturzgefahr kann bei normalem Verhalten weitgehend ausgeschlossen werden.                                                                                                | gelb                                                  | Keine, auch mit Turnschuhen geeignet. Orientierung problemlos, in der Regel auch ohne Karte möglich.                                                                                           | Männlichen – Kleine Scheidegg, Hüttenweg Jurahaus, Cabane Mont Raimeux, Strada Alta Leventina.                                                                    |                                               |
| T2 Bergwandern                  | Weg mit durchgehendem Trassee. Gelände teilweise steil, Absturzgefahr nicht ausgeschlossen | weiss-rot-weiss                                       | Etwas Trittsicherheit. Trekkingschuhe sind empfehlenswert. Elementares Orientierungsvermögen.                                                                                                  | Wildhornhütte, Bergseehütte, Täschhütte ab Täschalp, Passo Campolungo, Capanna Cristallina von Ossasco.                                                           |                                               |
| T3 anspruchsvolles Bergwandern  | Weg am Boden nicht unbedingt durchgehend sichtbar. Ausgesetzte Stellen können mit Seilen oder Ketten gesichert sein. Eventuell braucht man die Hände fürs Gleichgewicht. Zum Teil exponierte Stellen mit Absturzgefahr, Geröllflächen, weglose Schrofen. | weiss-rot-weiss                                       | Gute Trittsicherheit. Gute Trekkingschuhe. Durchschnittliches Orientierungsvermögen. Elementare alpine Erfahrung.                                                                              | Hohtürli, Sefinenfurgge, Fründenhütte, Grosser Mythen, Pizzo Centrale vom Gotthardpass.                                                                           | Schwarzhornweg, Sentier des Chamois; → Bilder |
| T4 Alpinwandern                 | Wegspur nicht zwingend vorhanden. An gewissen Stellen braucht es die Hände zum Vorwärtskommen. Gelände bereits recht exponiert, heikle Grashalden, Schrofen, einfache Firnfelder und apere Gletscherpassagen.                                            | weiss-blau-weiss (Ältere Wege oft noch rot-weiss-rot) | Vertrautheit mit exponiertem Gelände. Stabile Trekkingschuhe. Gewisse Geländebeurteilung und gutes Orientierungsvermögen. Alpine Erfahrung. Bei Wettersturz kann ein Rückzug schwierig werden. | Fornohütte, Schreckhornhütte, Dossenhütte, Mischabelhütte, Übergang Voralphütte–Bergseehütte, Vorder Glärnisch, Steghorn (Leiterli), Piz Terri, Pass Casnile Sud. |                                               |
| T5 anspruchsvolles Alpinwandern | Oft weglos. Einzelne einfache Kletterstellen. Exponiert, anspruchsvolles Gelände, steile Schrofen. Apere Gletscher und Firnfelder mit Ausrutschgefahr.                                                                                                   | weiss-blau-weiss                                      | Bergschuhe. Sichere Geländebeurteilung und sehr gutes Orientierungsvermögen. Gute Alpinerfahrung im hochalpinen Gelände. Elementare Kenntnisse im Umgang mit Pickel und Seil.                  | Cabane de la Dent Blanche, Bütlasse, Salbitbiwak, Sustenjoch Nordflanke, Bristen, Cacciabellapass.                                                                |                                               |
| T6 schwieriges Alpinwandern     | Meist weglos. Kletterstellen bis II. Häufig sehr exponiert. Heikles Schrofengelände. Apere Gletscher mit erhöhter Ausrutschgefahr | meist nicht markiert                                  | Ausgezeichnetes Orientierungsvermögen. Ausgereifte Alpinerfahrung und Vertrautheit im Umgang mit alpintechischen Hilfsmitteln.                                                                 | Niesengrat (Fromberghorn Nord), Glärnisch Guppengrat, Via Alta della Verzasca.                                                                                    |                                               |

### Anwendungs- und Interpretationshinweise
Die Touren im Bereich des Berg- und Alpinwanderns werden jeweils unter der Annahme günstiger Verhältnisse bewertet, also bei guter Witterung und Sicht, trockenem Gelände, geeigneter Schnee- und Firnbedeckung usw. Eine Route muss nicht alle Kriterien erfüllen, um entsprechend eingeordnet zu werden. Zum Beispiel kann eine T4-Route einen durchgehenden, gut sichtbaren Weg aufweisen. Dazu richtet sich die Bewertung jeweils nach den heikelsten Stellen der Route, den sogenannten Schlüsselstellen. Als Beispiel gilt die Planggwand nördlich von Sargans: Der längste Teil des Weges ist mit T1/T2 sehr einfach. Die ungefähr 150 Meter lange Wegstrecke durch die Wand führt jedoch zur Bewertung als Alpinwanderung.
Die SAC-Wanderskala berücksichtigt weder, wie anstrengend die Tour ist, noch deren Länge, noch deren Ernsthaftigkeit (z. B. die Wegstrecke, die zurückgelegt werden muss, um bei einem Wetterumschwung einen Unterschlupf zu finden). Auch kann das persönliche Können eines Alpinisten dazu führen, dass die kurze Kletterstelle einer T5-Route als einfacher empfunden wird als die längere Grashalde einer T4-Route. Die Wanderskala gibt also nur bedingt an, wie «gefährlich» beziehungsweise risikobehaftet eine Tour ist.
Unter «bewanderbaren» Gletschern versteht die Wanderskala folgendes: Gletscher und Firnfelder, die im Sommer bei normalen Verhältnissen soweit ausgeapert werden, dass allfällige Spalten sicher erkennbar sind und ohne Spaltensturzgefahr umgangen werden können (Dies entspricht der Realität auf verschiedenen Hüttenwegen). Unter diesen Voraussetzungen ist eine Hochtourenausrüstung nicht erforderlich. Es versteht sich aber von selbst, dass auf solchen Touren bei ungünstigen Verhältnissen eine elementare Ausrüstung (Anseilmaterial, Steigeisen) und Kenntnisse über deren Anwendung erforderlich sein kann.

### Vergleich mit der alten Wanderskala
Die neue Skala kann nur bedingt mit der alten verglichen werden, da für die neue teilweise andere Kriterien eingeflossen waren. Im groben kann die folgende Zuordnung als Anhaltspunkt verwendet werden:
| Alte Skala                  |                                  | Neue Skala  |
| --------------------------- | -------------------------------- | ----------- |
|                             |                                  | T1, Wandern |
| B, Bergwanderer             |                                  |             |
|                             | T2, Bergwandern                  |             |
|                             |                                  |             |
|                             | T3, anspruchsvolles Bergwandern  |             |
| EB, erfahrener Bergwanderer |                                  |             |
|                             | T4, Alpinwandern                 |             |
|                             |                                  |             |
|                             | T5, anspruchsvolles Alpinwandern |             |
| BG, Berggänger              |                                  |             |
|                             | T6, schwieriges Alpinwandern     |             |
|                             |                                  |             |

## Vergleich mit der Hochtourenskala
Ein ernstes und immer wieder zu heiklen Situationen führendes Missverständnis ist die Annahme, dass Wandern dort aufhört, wo die Hochtourenskala einsetzt. In Wirklichkeit ist eine Alpinwanderung im oberen Schwierigkeitsbereich (T5, T6) in aller Regel bedeutend anspruchsvoller als beispielsweise eine Hochtour mit der Bewertung L. Ein wesentlicher Unterschied zur leichten Hochtour liegt darin, dass auf einer T5- oder T6-Route (früher BG) selten bis nie mit Seil oder sonstigen Hilfsmitteln gesichert werden kann und deshalb das entsprechende Gelände absolut beherrscht werden muss, was ein hohes technisches wie auch psychisches Niveau erfordert. Typische Beispiele dazu sind extrem steile Grashänge, wegloses Schrofengelände mit schlechtem Fels oder sehr exponierte Gratpassagen. Auf Grund der unterschiedlichen Merkmale einer typischen Hochtour und einer typischen «Extremwanderung» lässt sich ein Vergleich kaum anstellen, doch kann man davon ausgehen, dass eine T6-Route vergleichbare Anforderungen stellt wie eine Hochtour im Bereich bis WS.
Obwohl die Grenze zwischen einer Bergwanderung und einer Hochtour fliessend verläuft, existiert ein relativ klares Kriterium – nämlich die Verwendung von Hilfsmitteln wie Steigeisen, Pickel und Seil. Befinden sich die Teilnehmer auf derselben Fähigkeitsstufe und benötigen sie dadurch keine dieser Hilfsmittel, so gilt eine Tour als Berg- oder Alpinwanderung. Benötigt ein Teilnehmer aufgrund seiner tieferen Fähigkeitsstufe Hilfsmittel, oder bedingen schlechte Verhältnisse (z. B. von Schnee überbedeckte Gletscherspalten) den Einsatz von Hilfsmitteln, so soll dieselbe Route als Hochtour klassifiziert werden.

## Vergleich mit weiteren Skalen
Der SAC hat im Club-Magazin Die Alpen (Mai 2011) einen Vergleich der verschiedenen alpinen Schwierigkeitsskalen erstellt. Die Wander- und Schneeschuh-Tourenskalen sind deckungsgleich, ein T3 entspricht somit einer WT3-Tour mit Schneeschuhen. Des Weiteren sind folgende Vergleiche zulässig:
| Skala                    | Entsprechung |
| ------------------------ | --- |
| Klettern nach UIAA-Skala | Ein T6 entspricht einer Klettertour im Grad II, ein T5 grob einer Klettertour im Grad I. Die leichtesten Klettertouren im Grad I entsprechen einem schwierigen T4.                                                                   |
| SAC-Hochtourenskala      | Wie oben beschrieben, entspricht eine T5-Bergwanderung grob einer leichten Hochtour (Grad L), und eine T6-Bergwanderung einer WS-Hochtour. Sehr leichte Hochtouren im Grad L entsprechen einer anspruchsvollen Wanderung im Grad T4. |
| SAC-Skitourenskala       | Bergwanderungen im Grad T2 und T3 entsprechen einer leichten (L) Ski- oder Snowboard-Tour, Wanderungen im Bereich T4 und T5 einer wenig schwierigen (WS) Ski- oder Snowboard-Tour.                                                   |

## Bildergalerie
Die folgenden Bilder von Wanderwegen geben Anhaltspunkte dafür, wie ein Wanderweg klassifiziert wird. Es besteht kein Anspruch auf Vollständigkeit; dafür wird auf die obenstehenden Erklärungen verwiesen.
| Wanderweg T1 |
| --- |
| Gut ausgebauter Weg. Orientierung problemlos. Bei schlechtem Wetter – aber ohne Eis/Schnee – kann ein solcher Weg durchaus noch mit Turnschuhen begangen werden. |
| Bergwanderweg T2 |
| Steil, Wanderschuhe empfehlenswert. Turnschuhe nur bei trockenem Weg. |
| anspruchsvoller Bergwanderweg T3 |
| Hier führt die Absturzgefahr zur Einordnung als T3. Die heikle Stelle ist (oft) mit Seilen oder Ketten abgesichert. Ein Stolpern oder Stürzen ist noch relativ gutartig, weil das Gelände direkt neben dem Weg noch nicht so steil ist. Wanderschuhe sind notwendig. |
| Alpinwanderweg T4 |
| - Noch keine Kletterstelle, aber gar kein einfaches Gelände. Ein Sturz führt leicht zu einer schweren Verletzung. Wanderschuhe mit steifer Sohle sind empfehlenswert. - Ein Weg ist zwar vorhanden und durchgehend mit einer Kette gesichert. Auf dem Weg liegt jedoch Geröll, und Stürze in diesem Gelände sind lebensgefährlich. - Auf den ersten Blick birgt dieses Gelände keinerlei Risiken. Sehr problematisch ist der Orientierungsverlust bei schlechter Sicht. |
| anspruchsvoller Alpinwanderweg T5 |
| - Dieses Felsband bietet eine Kletterstelle. Da keine Sicherung möglich ist, muss der «Wanderer» solche Passagen beherrschen. Bei Regen, Schnee oder Eis sehr problematisch. - Firnfeld mit Ausrutschgefahr. |
| sehr anspruchsvoller Alpinwanderweg T6 |

## Weitere SAC-Skalen
- SAC-Absicherungsskala
- SAC-Skitourenskala
- SAC-Schneeschuhtourenskala
- SAC-Berg- und Hochtourenskala